# Falconer (romance)
Falconer é um romance de 1977 do escritor norte-americano John Cheever. Conta a história de Ezekiel Farragut, um professor universitário viciado em narcóticos que está preso na Prisão Estadual de Falconer pelo assassínio do seu irmão. Farragut luta por manter a sua humanidade no ambiente prisional até que se apaixona por outro prisioneiro.
A revista Time inclui o romance na sua lista TIME 100 Best English-language Novels from 1923 to 2005 ("Os 100 melhores romances em língua inglesa do período 1923-2005").